# Сулејман-паша Скопљак
Сулејман-паша Скопљак (тур. Süleyman Paşa; умро после 1815) био је турски војсковођа и први београдски везир након гушења Првог српског устанка. Предводио је султанову војску у бици на Мишару 1806. године. 

## Рана каријера
Сулејман-паша Скопљак потиче из Ускопља у близини Бугојна (данашња Босна). Према Сулејмановом праунуку, Омер-бег Сулејманпашићу (1870—1917), породица потиче од Михаила, босанског велможе који је држао тврђаву Весела Стража након што је прешао у ислам. Сулејман-паша Скопљак гради своју каријеру током српских устанака. По избијању устанка, избачен је из Смедеревског санџака (Београдског пашалука) 1804. године. Један од његових успеха јесте гушење покрета Дробњака (избила марта 1805. године), након чега су источне границе Босанског пашалука проширене. Буна Дробњака угушена је почетком 1806. године. Марта исте године, Сулејман-паша Скопљак је поразио српског устаника Радича Петровића близу Студенице. 

## Бој на Мишару
Припреме турске војске су окончане на пролеће 1806. године. Румелијска и босанска војска била је бројна и добро наоружана. Порта је објавила џихад (свети рат). Румелијска војска окупљала се споро, лагано се крећући ка Лесковцу и Нишу, а босанска је наступала без јасног плана. Сулејман-паша Скопљак желео је да свој поход учини што свечанијим, па је за собом водио већи број паша, многе бегове и капетане из Босанског пашалука. Срби су код Ваљева имали мало војске, јер је већина послата ка Нишу. Турци су привремено успели да заузму Мачву. Ситуација је постала критична почетком августа, када се устаници повлаче на линију Шабац-Ваљево. Карађорђев долазак са око 5000 војника улио је храброст одбрани. Он је главнину људи дао Милошу Обреновићу који је поразио Турке код Братачића. Излаз из Шапца Карађорђе је затворио на месту Мишар. Турци су најпре нападани од стране Луке Лазаревића и Јакова Ненадовића. Бројно стање српске војске на Мишару износило је око 10.000 људи (1500 коњаника). Турака је било двоструко више. У бици су учествовали Карађорђе, Лазаревић, Ненадовић, Милош и Милан Обреновић, Стојан Чупић и Петар Молер. Битка је вођена 13. августа 1806. године. Опис мишарске битке дао је немачки историчар Леополд Ранке. Карађорђе је коњанике распоредио у околне шуме. Борцима у шанцу наредио је да не пуцају док Турци не дођу на домет пушака. Ујутро је босански паша напао шанац. Први плотун унео је неред у његову војску. Уследио је напад коњице који је запечатио турски пораз. У Мишарској бици погинуо је цвет босанских ратника. Заплењен је велики број оружја и застава. Остатак Турака побегао је преко Дрине или у Шабац (где је побегао Скопљак). Српски војници гонили су Турке и преко Дрине. Битку је опевао Филип Вишњић. 

## Гушење српског устанка
Сулејман-паша Скопљак узео је учешћа у османској офанзиви 1813. године којом је устанак угушен. Прихватио је борбу са устаничком војском на истоку, нападајући у правцу Лознице. Учествовао је у бици код Равња у којој је рањен у руку крајем августа. Неки извори тврде да га је из кубуре ранио Милош Обреновић. Од рањавања је имао трајне последице. Током боја на Равњу предводио је одред од 5000 коњаника у нападу на шанац. После боја на Равњу унапређен је у звање паше од три туга. После пада Београда, отпор је потрајао још око месец и по дана. Заузевши Београд, Турци су га претворили у вероватно највећу пијацу робова: само 5. октобра тамо је продато и купљено 1800 робова. Делиград се држао 6 недеља након пада Београда. Након што су сазнали да је Карађорђе избегао у Аустрију, бројне устаничке вође напуштају Србију. Последњи из ранга господара предао се на позив Турака уз свечано обећање да ће дати општу амнестију. Био је то Милош Обреновић са својим сарадницима (Мутап, Арсеније Ломо). Тако је завршен први српски устанак после 9 година и 9 месеци ратовања. Последње устаничке пушке испаљене су вероватно пред Делиградом.

## Београдски везир
Рестаурација турске власти праћена је страшним зулумима, конфискацијама, поробљавању и убијању. Готово све покретно покућство, пољопривредни инвентар и жива стока су заплењени. Чак су и обични турски војници имали право на деобу плена. Дванаест дана покорено становништво било је ван закона. Појавило се на десетине опустошених села. Само у Аустрију пребегло је више од 120.000 лица. За заповедника Београда именован је Сулејман-паша Скопљак због заслуга у гушењу покрета Дробњака. Порта је најпре позвала избеглице да се врате, обећавајући амнестију. Тиме је хтела да обезбеди радну снагу како привреда не би потпуно запустела. Коначан успех руских операција против Наполеона утицао је на султана да нареди да се привремено поштују одлуке Букурешког мира, односно његове 8. тачке. Турци су чак пристали да Станоје Главаш постане сердар и главни чувар безбедности царског друма од Ћуприје до Београда. Сулејман-паша је повратио установе и порезе од пре 1804. године. Турска благост потрајала је само док је постигнута војна безбедност. Потом се прешло на спровођење полицијског терора под изговором тражења сакривеног оружја и посакриваних хајдука. Прави циљ био је освета. Специјални одреди крстарили су кроз српска села и, под изговором потраге, пљачкали народ. Наметнут је велики кулук народу за оправку београдске тврђаве. Порез је веома повећан у односу на 1804. годину (32 гроша за лични порез, харач и спахијску главницу). Тако је почетак 1814. године увелико личио на период од 1801. до 1804. године. 

### Хаџи-Проданова буна
Половином септембра 1814. године избила је буна у пожешкој нахији, са средиштем у манастиру Трнави код Чачка. На чело јој се ставио бивши старовлашки војвода Хаџи-Продан Глигоријевић. Буна се проширила и на део крагујевачке и јагодинске нахије. Против Турака су нарочито устала села гружанске кнежине. Турци су приморани да беже из Чачка, Карановца и Трстеника у суседне пашалуке. План побуњеника био је да на устанак подигну и ужичку, старовлашку и новопазарску нахију. Кнез Милош Обреновић позван је да се придружи побуњеницима, али је одбио. Сулејман-паша Скопљак је послао свог ћехају у Чачак да руководи акцијом против побуњеника. Дошло је до сукоба код Кнића где су турски заповедник Амишбег и Милош Обреновић потучени. Упркос победи, устаници су се сутрадан разишли сматрајући да устанак није добро припремљен. Хаџи-Продан је избегао у Аустрију, а одатле у Бесарабију где је и умро. Слом буне изазвао је одмазду турских власти које убијају око 300 људи у Београду (нпр. Пајсија, игумана манастира Трнаве), а међу убијенима је и Станоје Главаш који је након гушења Првог српског устанка био под сталном пратњом Сулејман-паше Скопљака који је и издао налог да му се одсече глава. Хаџи-Проданова буна представља увод у догађаје из 1815. године. 

## Други српски устанак
Турске власти су након Хаџи-Проданове буне стално сумњали у тајне састанке и завере у народу, што је јачало Сулејман-пашину окрутност. Срби су били веома забринути када је Сулејман-паша позвао у Београд већи број кулучара из Београдског пашалука, а са њима и све кнезове и виђеније људе (фебруар 1815). Очекивало се најгоре, па су многи одбили да дођу (нпр. Арсеније Ломо, Лазар Мутап). Паша је извесно време задржао кнезове у конаку. Они су тамо сазнали вести о погибији Станоја Главаша. Пошто им је одређена висина пореза коју треба да плате, пуштени су кућама уз упозорење шта ће се десити ако дижу немире. Задржан је једино Милош Обреновић и његов писар Димитрије Ђорђевић. Утисак који су кнезови понели из Београда био је веома тежак. Потреба за одбраном од Турака поново се јавља. Тако је у марту дошло до два тајна састанка народних првака из рудничке, ваљевске и београдске нахије. На њима је одлучено да се мора дизати устанак (говоре су одржали Ломо и Мутап). Чекало се на пролеће и повратак Милоша. Милош је неочекивано ослобођен у другој половини марта. Скопљак га је пустио како би сакупио 50.000 гроша и откупио стотинак заробљеника из Хаџи-Проданове буне. Када је дошао у Рудник, сазнао је за превирања у масама и пристао да им се придружи; чак је и сам одржао неколико састанака на којима је одлучено да се са устанком отпочне на Цвети на сабору у Такову. Три дана пре празника, појавиле су се харачлије у Јасеници и отпочели са изнуђивањем новца, уценама и батинањима. Арсеније Лома их је разјурио, док је у једном гружанском селу убијен сакупљач пореза. У недељу, 11. априла (стари календар) одржан је сабор у Такову на коме је Милош свечано објавио да се диже нови устанак. Са падина Рудника, устанак се проширио на све околне крајеве. Милош је јавно раскрстио са Турцима. 

### Борбе
План борбе кнеза Милоша био је да се најпре ослободи средишњи део пашалука (као некада Карађорђе), отерају Турци из нахијских седишта и опседну утврђења. Рудничка, чачанска и крагујевачка нахија, са ослонцем на Рудник, били би центар устанка. Милош је из Такова упутио свог брата Јована и Мутапа на Чачак, а Милутина Гарашанина да спречи одлазак београдског гарнизона у унутрашњост Србије. Милош је остао на Руднику да прикупља нове борце које је упутио на Ваљево и Крагујевац. Турци су одбили напад на Чачак, па се устаници повлаче на Љубић. Скопљак шаље свога ћехају Имшир-пашу (5000 људи) против Милоша, како би ослободио Чачак притиска и разбио војну снагу устаника. До сукоба је најпре дошло на Липару, након чега је Имшир-паша ушао у Чачак. Сутрадан је дошло до битке на Љубићу где су Турци одбијени. Ово је највећа устаничка победа у Другом српском устанку. Подигла је значајно углед кнеза Милоша. Турци се након битке повлаче преко Мораве да се прегрупишу. Убрзо након ове, одиграла се друга значајна битка устанка. Кнез Милош је разбио Турке на Палежу (Обреновац). Око 2000 Срба је јуришало на Турке користећи домузарабе (заклон од дасака, нека врста примитивног тенка). Устаници су потопили турске четокаике (мале ратне лађе) и задобили два топа. Након битке спаљен је Палеж, а на устанак се дижу ваљевска и београдска нахија. Прекинуте су везе између Београда и Шапца. Заузета је и скела код Палежа која је била прелаз ка Срему, што је устаницима омогућило да набављају оружје за устанак. Даље ширење устанка успорено је због тешких окршаја на Љубићу. Јован Обреновић и Танаско Рајић (Карађорђев барјактар) одбијају Турке. Турци су 24. маја потукли Србе и задобили топове, али су потом претрпели тежак пораз у коме је страдао Имшир-паша. Срби заузимају Чачак и гоне Турке ка Сјеници. Задобили су и турско робље које воде у Ужице. Ваљево је пало под устаничку власт 15. маја. У борбама око Пожаревца које су трајале недељу дана, око 15.000 Срба предводио је лично Милош Обреновић. У биткама учествују и Петар Молер, Павле Цукић, Стеван Добрњац. Турци су потучени и отерани у Ћуприју, након чега је ослобођена пожаревачка, а затим и ћупријска и јагодинска нахија. Заузећем Пореча, устаници су освојили источну половину Пашалука. На западу Стојан Чупић буни шабачку нахију. Босански везир Хуршид-паша покушао је да преко Шапца дође у помоћ Београду, али је потучен код Дубља. Тамо је 14. јула погинуло 1200 Турака, а само око 50 Срба. Тако је за само 3 месеца ослобођен цео Београдски пашалук, сем утврђених градова које устаници нису ни намеравали да нападају. 
По окончању Другог српског устанка, Сулејман-паша Скопљак опозван је са места београдског везира. Заменио га је Марашли-Али паша.

## Занимљивости
Сулејман-пашу Скопљака је у серији Вук Караџић глумио Танасије Узуновић.